# Theb-ka
Theb-ka o Ka-iw (Vedella i vaca) fou el nom del nomós XII del Baix Egipte. Aquest nomós fou de creació tardana i probablement abans formava part del nomós IX (Anedjty) la capital del qual és propera (uns quilòmetres a l'oest) a Sebenitos. A la llista d'Abidos apareix sota el nom de Theb-nuter.
La capital fou Tjebennetjer (Sebenitos, avui Samanud) i una altra ciutat fou Perhebyt (Behbeit). Plini el Vell i Claudi Ptolemeu donen el nom de la ciutat d'Onouphis dins aquest nomós.
El deu principal fou Anhur o Onuris amb temple a Sebenitos.